# 2e bataillon de volontaires de l'Aisne
Le 2e bataillon de volontaires de l'Aisne, est une ancienne unité militaire de l’armée française créée sous la Révolution française. Il fut également appelé plus simplement 2e bataillon de l'Aisne.

## Création et différentes dénominations
Le 2e bataillon de volontaires de l'Aisne est formé à 8 compagnies et 1 compagnie de grenadiers le 28 août 1791 à Marle.
- Compagnie de grenadiers
- 1re compagnie de Vervins
- 2e compagnie de Vervins
- 3e compagnie de Vervins
- 4e compagnie de Laon
- 5e compagnie de Laon
- 6e compagnie de Laon
- 7e compagnie de Laon
- 8e compagnie de Vervins

Les débris du 2e bataillon de volontaires de l'Aisne étaient toujours présent le 22 septembre 1796 dans la colonie française de Saint-Domingue mais on ignore ce qu'ils devinrent après cette date.

## Commandants
- 1791-1791 : Jean-Pierre Luc de Lacroix lieutenant-colonel en chef
- 1791-1791 : Jean-Antoine Duchesne lieutenant-colonel en second

## Historique des garnisons, combats et batailles

### 1791
Le bataillon est formé à Marle, le 28 août 1791, avec 546 volontaires originaires des districts de Vervins (1re, 2e, 3e et 8e compagnies) et de Laon (4e, 5e, 6e et 7e compagnies).

Le 5 septembre, il est passé en revue, à Saint-Quentin par le lieutenant-général d'Aumont.

Le 8 octobre, alors qu'il est complètement armé mais totalement dépourvu d'habillement et d'équipement, il est passé une nouvelle fois en revue par le maréchal de camp René Joseph de Lanoue qui  trouve la compagnie des grenadiers belle, mais celles des fusiliers « d'espèce médiocre et jeunes ». 

Cantonné à Saint-Quentin, il reste à l'instruction tout l'hiver, s'équipe peu à peu et reçoit son drapeau le 17 décembre.

### 1792
Durant son cantonnement, il perfectionne son instruction militaire et est affecté aux troupes chargées de réprimer la Révolution haïtienne. Le 24 avril l'ensemble des volontaires part en permission dans leurs familles.

Le 1er mai, le 2e bataillon de l'Aisne quitte Saint-Quentin et passant par Chaumont-en-Vexin le 8 mai, Dreux le 11, Sainte-Maure le 20, Poitiers le 22, Saint-Maixent le 25, Hennebont le 5 juin, il arrive à La Rochelle, où, ne voulant pas servir hors de France, plusieurs officiers donnent leur démission.

Les 566 officiers, sous-officiers et volontaires, sont embarqués du 6 au 8 juillet, sur les navires Les Deux-Anges et La Parfaite-Régénération, et débarque, le 17 septembre à Port-de-Paix. 

Il est immédiatement envoyé au Gros-Morne, où il est décimé par la maladie et la misère.

### 1793
Du 19 et 24 juin, le 2e bataillon de volontaires de l'Aisne assiste impuissant à la tentative de Galbaud puis au pillage et à l'incendie du Cap par les rebelles.

### 1794
Le 22 septembre, les 200 officiers, sous-officiers et volontaires restant, prennent garnison définitivement à Port-de-Paix.

### 1795
Le capitaine de la 8e compagnie Jean Nicolas Beaurin, le capitaine de la 6e compagnie Alexis Laurent Ogé et le lieutenant de la 2e compagnie Jacques Dutartre et 6 volontaires, regagnent la France et arrivent à Brest en janvier 1795.

Le 22 octobre, le capitaine Alexis Laurent Ogé, le lieutenant Jacques Dutartre et quelques hommes, entrent dans la composition du 1er bataillon provisoire des Côtes de Brest.

### 1796
Après la mort de 20 officiers et 313 volontaires depuis l'arrivée du bataillon, il ne restait en garnison à Port-de-Paix, le 22 septembre 1796, que 31 officiers et 142 volontaires dont on ignore ce que devinrent après cette date.

## Biographie de personnes ayant servi au2ebataillonde volontaires de l'Aisne

### Jean-Pierre Luc de Lacroix
Fils d'un chirurgien, Jean-Pierre Luc de Lacroix, est né à Pierrepont le 26 octobre 1729. Quartier-maître des grenadiers de France, puis capitaine au régiment provincial de Cambrésis en 1788, il est fait chevalier de Saint-Louis. Le 5 septembre 1791, alors âgé de 62 ans, il est élu lieutenant-colonel en chef du 2e bataillon de l'Aisne mais est contraint de démissionner le 23 septembre 1791 pour raisons de santé.

### Jean-Antoine Duchesne
Fils d'un officier, Jean-Antoine Duchesne, est né à Vervins le 24 août 1725. Lieutenant de milices en 1743, il devient capitaine à la compagnie de grenadiers en 1748 avant de passer au régiment provincial de Soissons en 1771 avant d'être fait chevalier de Saint-Louis en 1772. Le 5 septembre 1791, alors âgé de 66 ans, il est élu lieutenant-colonel en second du 2e bataillon de l'Aisne mais il démissionne très rapidement. Il meurt à Vervins le 6 novembre 1814.